# Мужская сборная Кабо-Верде по баскетболу 3×3
Мужская сборная Кабо-Верде по баскетболу 3×3 представляет Кабо-Верде на международных соревнованиях по баскетболу 3×3. Управляющим органом является Федерация баскетбола Кабо-Верде (порт. Federaçao Caboverdiana de Basquetbol, FCBB).
По состоянию на 18 сентября 2024, мужская сборная Кабо-Верде по баскетболу 3×3 занимает 135-е место в мировом рейтинге ФИБА мужских сборных по баскетболу 3×3.

## Результаты выступлений
| Турнир           | Золото | Серебро | Бронза | Всего |
| ---------------- | ------ | ------- | ------ | ----- |
| Чемпионат Африки | —      | —       | —      | '—    |
| Итого            | —      | —       | —      | —     |

### Чемпионат Африки
| Год        | Место          | Игры           | Победы         | Поражения      | Состав команды                                                                     |
| ---------- | -------------- | -------------- | -------------- | -------------- | ---------------------------------------------------------------------------------- |
| 2017       | не участвовали | не участвовали | не участвовали | не участвовали | не участвовали                                                                     |
| Ломе 2018  | 10             | 2              | 0              | 2              | Gomes Kennedy Fernandes, Ailton Marques, Fidel Mendonca, Hernâni Rodrigues Delgado |
| 2019—н. в. | не участвовали | не участвовали | не участвовали | не участвовали | не участвовали                                                                     |